# Al Qasim
Al Qasim (Arabisch: القصيم, Al Qaşīm) is een provincie in het centrum van Saoedi-Arabië. Het heeft een oppervlakte van 58.046 km² en in 2004 1.016.756 inwoners.
De hoofdstad is Buraidah en andere grote steden zijn Unaizah, Ar-Rass en Albadaya.
Al Bahah · Al Hudud ash Shamaliyah · Al Jawf · Al Qasim · Ash-Sharqiyah · Asir · Hail · Jizan · Medina · Mekka · Najran · Riyad · Tabuk